# Паласиос, Эльесит
Эльесит Паласиос Сантос (исп. Eliecith Palacios Santos; род. 15 сентября 1987 или 15 августа 1987, Карепа, Антьокия) — колумбийская легкоатлетка, специалистка по барьерному бегу и спринту. Выступает за сборную Колумбии по лёгкой атлетике с 2004 года, чемпионка Игр Центральной Америки и Карибского бассейна, Боливарианских игр, чемпионатов Южной Америки и иберо-американских чемпионатов, многократная победительница первенств национального значения, участница двух летних Олимпийских игр.

## Биография
Эльесит Паласиос родилась 15 сентября 1987 года в городе Карепа, департамент Антьокия.
Впервые заявила о себе не международном уровне в сезоне 2004 года, когда вошла в состав колумбийской сборной и выступила на юношеском южноамериканском первенстве в Гуаякиле, где завоевала три бронзовые награды: в беге на 100 метров с барьерами, в эстафете 4 × 100 метров и в смешанной эстафете на 1000 метров.
В 2005 году в 100-метровом барьерном беге финишировала шестой на юниорском южноамериканском первенстве в Росарио.
В 2006 году в той же дисциплине была шестой на чемпионате Южной Америки в Тунхе.
В 2010 году на иберо-американском чемпионате в Сан-Фернандо стала четвёртой в беге на 100 метров с барьерами и второй в эстафете 4 × 100 метров. Позднее на Играх Центральной Америки и Карибского бассейна в Маягуэсе в тех же дисциплинах выиграла серебряную и золотую медали соответственно.
В 2011 году одержала победу в эстафете 4 × 100 метров на чемпионате Южной Америки в Буэнос-Айресе. На чемпионате Центральной Америки и Карибского бассейна в Маягуэсе показала шестой результат в беге на 100 метров и четвёртый результат в эстафете 4 × 100 метров. Бежала 100 метров на Панамериканских играх в Гвадалахаре.
На иберо-американском чемпионате 2012 года в Баркисимето победила в беге на 100 метров с барьерами и взяла бронзу в эстафете 4 × 100 метров. Благодаря череде успешных выступлений удостоилась права защищать честь страны на летних Олимпийских играх в Лондоне — вместе с соотечественницами стартовала в программе эстафеты 4 × 100 метров, в финал не вышла.
В 2013 году на чемпионате Южной Америки в Картахене стала бронзовой призёркой в индивидуальном беге на 100 метров и серебряной призёркой в эстафете 4 × 100 метров. Участвовала в эстафетной программе чемпионата мира в Москве. Также в этом сезоне выступила на Боливарианских играх в Трухильо, где заняла четвёртое место в дисциплине 100 метров и первое место в эстафете 4 × 100 метров.
В 2014 году на Южноамериканских играх в Сантьяго финишировала шестой в беге на 100 метров и выиграла бронзовую медаль в эстафете 4 × 100 метров. На иберо-американском чемпионате в Сан-Паулу получила серебро на дистанции 100 метров. На Играх Центральной Америки и Карибского бассейна в Веракрусе пришла к финишу четвёртой в финале 100 метров и завоевала серебряную награду в зачёте эстафеты 4 × 100 метров.
На чемпионате Южной Америки 2015 года в Лиме стала пятой в беге на 100 метров.
В 2016 году бежала 100 метров и эстафету 4 × 100 метров на иберо-американском чемпионате в Рио-де-Жанейро, попасть в число призёров не смогла. На домашних соревнованиях в Медельине установила свой личный рекорд в беге на 100 метров — 11,21. Выполнив олимпийский квалификационный норматив (11,32), благополучно прошла отбор на Олимпийские игры в Рио-де-Жанейро — на предварительном квалификационном этапе 100-метрового бега показала время 11,48, чего оказалось недостаточно для выхода в следующую стадию соревнований.
На чемпионате Южной Америки 2017 года в Асунсьоне выиграла серебряную медаль в эстафете 4 × 100 метров.
В 2018 году на Играх Центральной Америки и Карибского бассейна в Барранкилье была шестой в беге на 100 метров с барьерами и четвёртой в эстафете 4 × 100 метров. На иберо-американском чемпионате в Трухильо показала шестой результат в дисциплине 100 метров.
В 2019 году на чемпионате Южной Америки в Лиме показала восьмой результат в беге на 100 метров, выиграла серебряные медали в беге на 100 метров с барьерами и в эстафете 4 × 100 метров.